# Christoph Retzlaff

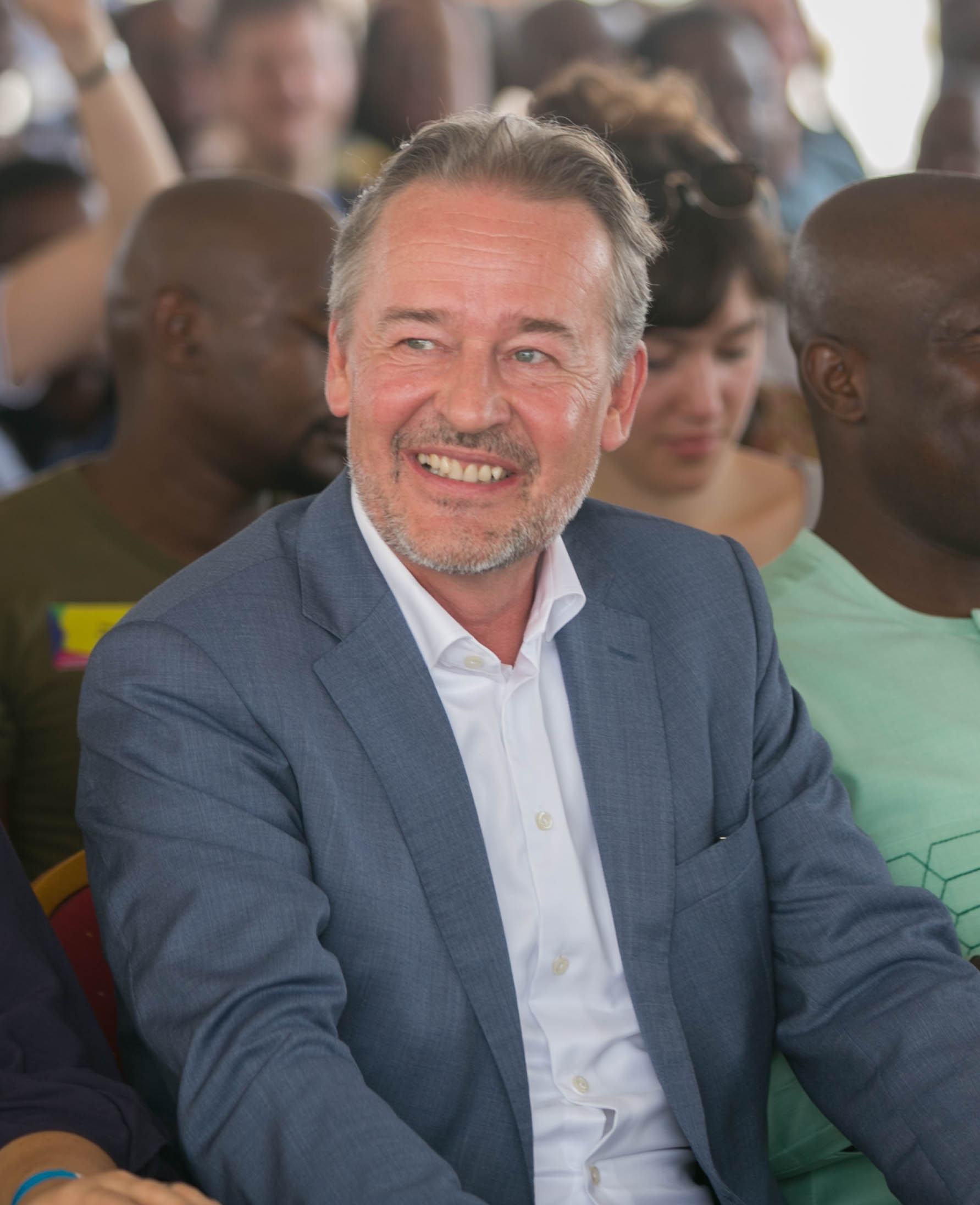
Christoph Retzlaff (2018)

Christoph Retzlaff (* 10. März 1962 in Stuttgart) ist ein deutscher Diplomat. Er ist seit 2025 Botschafter in Simbabwe. Von 2016 bis 2021 war er Botschafter in Ghana.

## Leben
Christoph Retzlaff studierte Rechtswissenschaften und Neuere und Neueste Geschichte in Freiburg. Nach dem ersten juristischen Staatsexamen in Freiburg absolvierte er sein Rechtsreferendariat von 1990 bis 1993 in Berlin und Brüssel. Seine Magisterarbeit in Neuester Geschichte bei Heinrich August Winkler schrieb er zum Thema Staatsnotstand in der Weimarer Republik. Das zweite juristische Staatsexamen legte er im Juli 1993 in Berlin ab.
Retzlaff begann seine diplomatische Laufbahn 1994 an der Botschaft Moskau. 1997 bis 2001 war er zunächst in der Zentrale in der Abteilung Vereinte Nationen und später im Personalreferat eingesetzt. Von 2001 bis 2004 war er stellvertretender Botschafter an der Botschaft Rangun/Myanmar. 2004 kehrte er als stellvertretender Referatsleiter für Zentralasien und den Südkaukasus in die Politische Abteilung des Auswärtigen Amts zurück. 2008 wurde er als Völkerrechtsberater und stellvertretender Leiter der politischen Abteilung an die Ständige Vertretung Deutschlands bei den Vereinten Nationen in New York versetzt. 2011 war er Mitglied des deutschen Teams im VN-Sicherheitsrat.
2011 kehrte Retzlaff als Referatsleiter in die Europaabteilung des Auswärtigen Amts in Berlin zurück, zuständig für Grundsatzfragen der EU-Außenbeziehungen und die EU-Erweiterungspolitik. 2014 wurde er als Ständiger Vertreter des Botschafters an die Botschaft Kairo versetzt. Von 2016 bis 2021 war Retzlaff deutscher Botschafter in Ghana. Von August 2021 bis Juli 2022 war Retzlaff Sonderbeauftragter des Auswärtigen Amts für die Sahelregion und koordinierte in dieser Funktion die Politik der Bundesressorts gegenüber den Sahelstaaten. Von 2022 bis 2025 war er Beauftragter des Auswärtigen Amts für Subsahara-Afrika und den Sahel (Afrika-Beauftragter). Im Sommer 2025 wurde Retzlaff zum deutschen Botschafter in Simbabwe ernannt.
Retzlaff ist verheiratet und hat drei Kinder.